# Christien Anholt
Christien Alexis Anholt (Inglaterra, 25 de fevereiro de 1971), é um ator britânico de teatro, televisão e cinema mais conhecido por interpretar o papel de Nigel Bailey na série de televisão Relic Hunter (Caçadora de Relíquias; 66 episódios). Seus primeiros papéis notáveis no cinema incluem Marcellus ao lado de Mel Gibson e Glenn Close em Hamlet de Franco Zeffirelli (1990) ou Peter Emery em Preaching to the Perverted (1997) de Stuart Urban. Ele é filho do ator britânico Tony Anholt e mora em Londres. Em 2021, Anholt interpretou T. S. Eliot em The Laureate, de William Nunez, ilustrando a vida do poeta e escritor britânico Robert Graves.  